# Botev Peak
Der Botev Peak (bulgarisch връх Ботев wrach Botew) ist ein rund 370 m hoher Berg auf der Livingston-Insel im Archipel der Südlichen Shetlandinseln. Am südlichen Ende des Veleka Ridge der Tangra Mountains ragt er 4,3 km westsüdwestlich des Yambol Peak auf. Der Tarnowo-Piedmont-Gletscher befindet sich östlich und nordöstlich von ihm, der Botev Point südlich und der Barnard Point westlich.
Seinen Namen erhielt der Berg in Anlehnung an die Benennung der gleichnamigen Landspitze. Deren Namensgeber ist der bulgarische Nationaldichter und Freiheitskämpfer Christo Botew (1848–1876).